# Hellmuth Karasek
Hellmuth Karasek (Brno, 4 de janeiro de 1934 – 29 de setembro de 2015) foi um jornalista, crítico literário, novelista e escritor alemão. Foi um dos mais conhecidos folhetinistas alemão.